# Hall of Fame Tennis Championships 2011 - Qualificazioni singolare maschile
Le qualificazioni del singolare maschile dell'Hall of Fame Tennis Championships 2011 sono state un torneo di tennis preliminare per accedere alla fase finale della manifestazione. I vincitori dell'ultimo turno sono entrati di diritto nel tabellone principale. In caso di ritiro di uno o più giocatori aventi diritto a questi sono subentrati i lucky loser, ossia i giocatori che hanno perso nell'ultimo turno ma che avevano una classifica più alta rispetto agli altri partecipanti che avevano comunque perso nel turno finale.

## Giocatori

### Teste di serie
1. Greg Jones (Entrato nel Tabellone principale)
2. Rajeev Ram (ultimo turno)
3. Andre Begemann (ultimo turno)
4. Greg Ouellette (ultimo turno)

1. Richard Bloomfield (qualificato)
2. Laurynas Grigelis (secondo turno)
3. Michael Yani (qualificato)
4. Alex Bogdanović (qualificato)

### Qualificati
1. Alex Bogdanović
2. Richard Bloomfield

1. Michael Yani
2. Wang Yeu-tzuoo

## Tabellone qualificazioni

### Sezione 1
|  | Primo turno        | Primo turno        | Primo turno     | Primo turno | Primo turno |  |  | Secondo turno | Secondo turno   | Secondo turno | Secondo turno   | Secondo turno   |   |   | Ultimo turno | Ultimo turno | Ultimo turno | Ultimo turno | Ultimo turno |  |
|  |                    |                    |                 |             |             |  |  |               |                 |               |                 |                 |   |   |              |              |              |              |              |  |
|  |                    |                    |                 |             |             |  |  |               |                 |               |                 |                 |   |   |              |              |              |              |              |  |
|  |                    |                    |                 |             |             |  |  | BYE           |                 |               |                 |                 |   |   |              |              |              |              |              |  |
|  | Mark Verryth       | Mark Verryth       | 6               | 1           | 6           |  |  | Mark Verryth  | Mark Verryth    | Mark Verryth  | Mark Verryth    | Mark Verryth    |   |   |              |              |              |              |              |  |
|  | Vladimir Obradović | Vladimir Obradović | 3               | 6           | 1           |  |  |               |                 |               |                 |                 |   |   |              | Mark Verryth | Mark Verryth | 4            | 5            |  |
|  | Devin Britton      | Devin Britton      | 7               | 6(1)        | 7           |  |  |               |                 | 8             | Alex Bogdanović | Alex Bogdanović | 6 | 7 |              |              |              |              |              |  |
|  | Andrea Agazzi      | Andrea Agazzi      | 5               | 7           | 62          |  |  |               | Devin Britton   | 6             | 5               | 3               |   |   |              |              |              |              |              |  |
|  |                    | Sekou Bangoura     | Sekou Bangoura  | 3           | 4           |  |  | 8             | Alex Bogdanović | 3             | 7               | 6               |   |   |              |              |              |              |              |  |
|  | 8                  | Alex Bogdanović    | Alex Bogdanović | 6           | 6           |  |  |               |                 |               |                 |                 |   |   |              |              |              |              |              |  |

### Sezione 2
|  | Primo turno           | Primo turno           | Primo turno           | Primo turno | Primo turno |  |  | Secondo turno | Secondo turno         | Secondo turno         | Secondo turno      | Secondo turno |   |   | Ultimo turno | Ultimo turno | Ultimo turno | Ultimo turno | Ultimo turno |  |
|  |                       |                       |                       |             |             |  |  |               |                       |                       |                    |               |   |   |              |              |              |              |              |  |
|  |                       |                       |                       |             |             |  |  |               |                       |                       |                    |               |   |   |              |              |              |              |              |  |
|  |                       |                       |                       |             |             |  |  | 2             | Rajeev Ram            | 2                     | 6                  | 6             |   |   |              |              |              |              |              |  |
|  |                       | Ken Skupski           | 6                     | 4           | 7           |  |  |               | Ken Skupski           | 6                     | 1                  | 1             |   |   |              |              |              |              |              |  |
|  | WC                    | Michael Kohlmann      | 3                     | 6           | 63          |  |  |               |                       |                       |                    |               |   |   | 2            | Rajeev Ram   | 7            | 62           | 3            |  |
|  | Pierre-Ludovic Duclos | Pierre-Ludovic Duclos | Pierre-Ludovic Duclos | 6           | 6           |  |  |               |                       | 5                     | Richard Bloomfield | 64            | 7 | 6 |              |              |              |              |              |  |
|  | Andrew Dzulynsky      | Andrew Dzulynsky      | Andrew Dzulynsky      | 2           | 2           |  |  |               | Pierre-Ludovic Duclos | Pierre-Ludovic Duclos | 3                  | 2             |   |   |              |              |              |              |              |  |
|  |                       |                       |                       |             |             |  |  | 5             | Richard Bloomfield    | Richard Bloomfield    | 6                  | 6             |   |   |              |              |              |              |              |  |
|  |                       |                       |                       |             |             |  |  |               |                       |                       |                    |               |   |   |              |              |              |              |              |  |

### Sezione 3
|  | Primo turno       | Primo turno       | Primo turno | Primo turno | Primo turno |  |  | Secondo turno | Secondo turno  | Secondo turno  | Secondo turno | Secondo turno |   |   | Ultimo turno | Ultimo turno   | Ultimo turno   | Ultimo turno | Ultimo turno |  |
|  |                   |                   |             |             |             |  |  |               |                |                |               |               |   |   |              |                |                |              |              |  |
|  |                   |                   |             |             |             |  |  |               |                |                |               |               |   |   |              |                |                |              |              |  |
|  |                   |                   |             |             |             |  |  | 3             | Andre Begemann | Andre Begemann | 6             | 6             |   |   |              |                |                |              |              |  |
|  | Antoine Benneteau | Antoine Benneteau | 6           | 65          | 64          |  |  |               | Michael Shabaz | Michael Shabaz | 1             | 4             |   |   |              |                |                |              |              |  |
|  | Michael Shabaz    | Michael Shabaz    | 4           | 7           | 7           |  |  |               |                |                |               |               |   |   | 3            | Andre Begemann | Andre Begemann | 4            | 64           |  |
|  | WC                | Henry Steer       | Henry Steer | 1           | 0           |  |  |               |                | 7              | Michael Yani  | Michael Yani  | 6 | 7 |              |                |                |              |              |  |
|  |                   | Frank Moser       | Frank Moser | 6           | 6           |  |  |               | Frank Moser    | Frank Moser    | 6             | 4             |   |   |              |                |                |              |              |  |
|  |                   |                   |             |             |             |  |  | 7             | Michael Yani   | Michael Yani   | 78            | 6             |   |   |              |                |                |              |              |  |
|  |                   |                   |             |             |             |  |  |               |                |                |               |               |   |   |              |                |                |              |              |  |

### Sezione 4
|  | Primo turno    | Primo turno    | Primo turno    | Primo turno | Primo turno |  |  | Secondo turno | Secondo turno     | Secondo turno  | Secondo turno  | Secondo turno  |   |   | Ultimo turno | Ultimo turno   | Ultimo turno   | Ultimo turno | Ultimo turno |  |
|  |                |                |                |             |             |  |  |               |                   |                |                |                |   |   |              |                |                |              |              |  |
|  |                |                |                |             |             |  |  |               |                   |                |                |                |   |   |              |                |                |              |              |  |
|  |                |                |                |             |             |  |  | 4             | Greg Ouellette    | Greg Ouellette | 6              | 6              |   |   |              |                |                |              |              |  |
|  | WC             | Kiril Kasyanov | Kiril Kasyanov | 4           | 4           |  |  |               | Scott Lipsky      | Scott Lipsky   | 4              | 1              |   |   |              |                |                |              |              |  |
|  |                | Scott Lipsky   | Scott Lipsky   | 6           | 6           |  |  |               |                   |                |                |                |   |   | 4            | Greg Ouellette | Greg Ouellette | 2            | 2            |  |
|  | Wang Yeu-tzuoo | Wang Yeu-tzuoo | Wang Yeu-tzuoo | 6           | 6           |  |  |               |                   |                | Wang Yeu-tzuoo | Wang Yeu-tzuoo | 6 | 6 |              |                |                |              |              |  |
|  | John Valenti   | John Valenti   | John Valenti   | 0           | 0           |  |  |               | Wang Yeu-tzuoo    | 6              | 2              | 6              |   |   |              |                |                |              |              |  |
|  |                |                |                |             |             |  |  | 6             | Laurynas Grigelis | 4              | 6              | 2              |   |   |              |                |                |              |              |  |
|  |                |                |                |             |             |  |  |               |                   |                |                |                |   |   |              |                |                |              |              |  |